# Oratorio della Crocina
L'oratorio della Crocina è una chiesa sconsacrata del VI secolo, situato nel centro storico di Rimini. Un tempo chiesa parrocchiale, dopo l'edificazione della chiesa di Santa Croce nuova viene indicata come "chiesa di Santa Croce vecchia".

## Storia
L'edificio fu costruito dalla patrizia Timotea nel VI secolo e dedicato alla Santa Croce, divenuto "Croce vecchia" in seguito alla costruzione della chiesa di Santa Croce nuova. La chiesa fu consacrata tra la fine del 591 e l'inizio del 592 dall'allora vescovo di Rimini Castorio.
La chiesa, che ebbe anche i titoli di monastero di Santa Croce e di chiesa dei SS. Cosma e Damiano, fu restaurata nel 1713 e rimase chiesa parrocchiale fino al 1806, quando tornò a essere cappella privata
Sconsacrata, viene sporadicamente usata per mostre d'arte.

## Descrizione
Si presenta molto semplice esternamente con una facciata in mattoni, in parte coperta da un altro edificio, decorato da un semirosone posto sopra il portale d'ingresso. L'interno dell'edificio è a navata unica, con dipinti di Giovan Battista Costa (1697-1767).